# Тапольця
Тапольця (угор. Tapolca, нім. Toppoltz, словен. Teplice) — місто на заході Угорщини в медьє Веспрем. Населення — 15 823 чол. (на 1 січня 2014 року). Тапольця облямоване чотирнадцятьма базальтовими гірськими конусами, суцільно покритими виноградниками. Побудоване в місці, де в стародавні часи хлюпалися хвилі Паннонського моря. Місто знамените своїми карстовими печерами та має геологічну рідкість — підземне озеро в печері Таваш, відкрите 1902 року.

## Курорт Тапольця

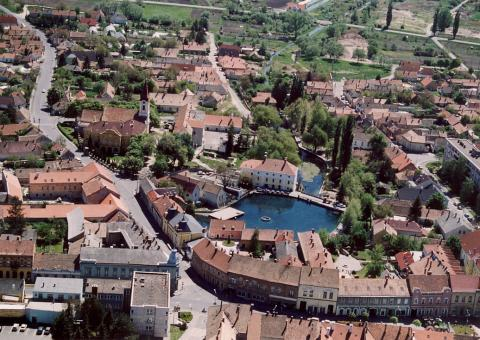
Аерофотозйомка міста

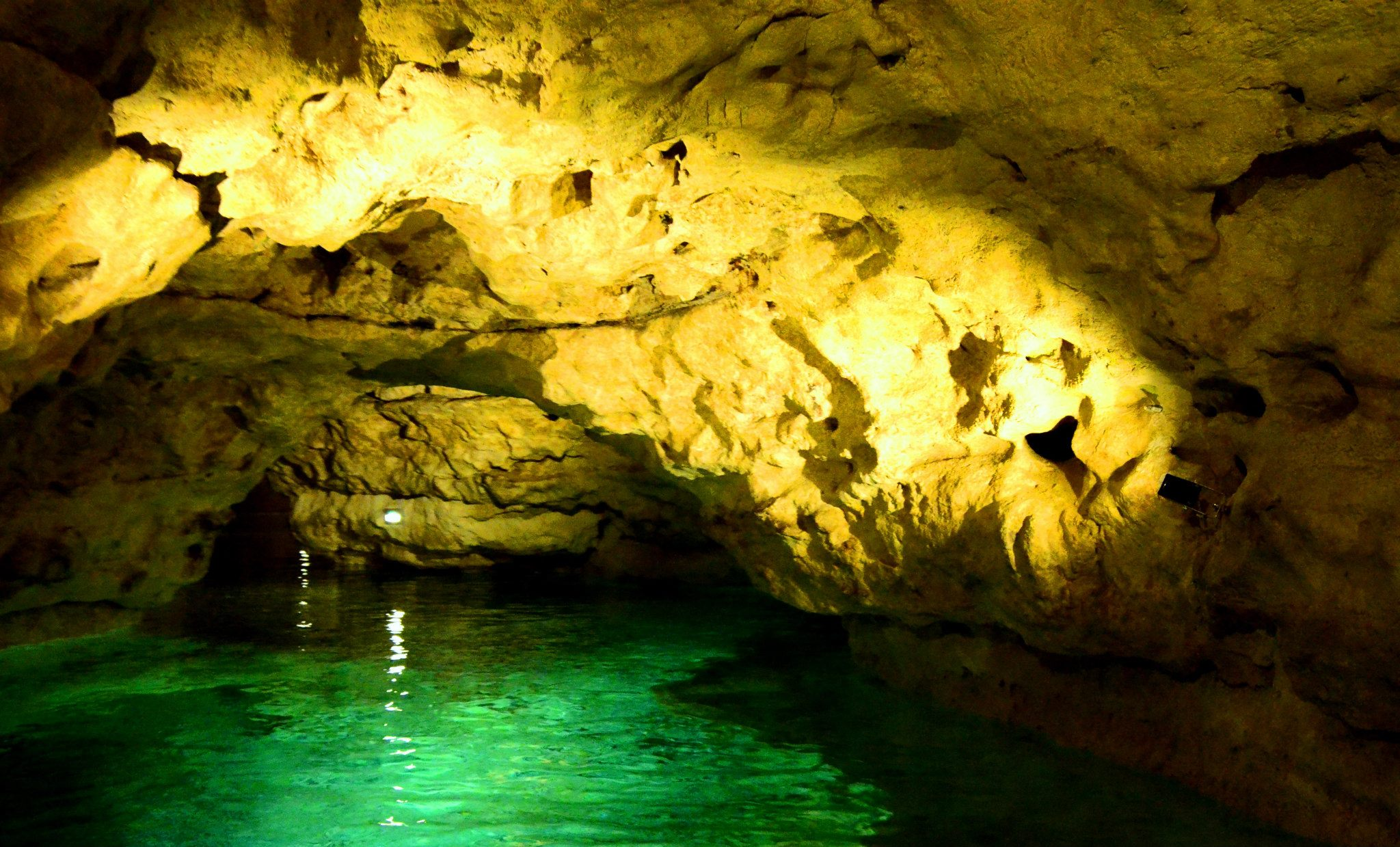
Підземне озеро, по якому можна покататися на човнах

Одна з міських печер — Таваш, — славиться не тільки красивими видами. У лікувальних цілях з 1981 року використовується печера, розташована під міською лікарнею і виявлена в 1925 році. Завдяки її особливому мікроклімату, що характеризується постійною температурою, високою вологістю, відсутністю пилу і алергенів в печері вже кілька десятиліть успішно лікують хворих із захворюваннями дихальних шляхів. Це одна з п'яти спелеолікарень Угорщини.
Біокліматичні характеристики та розміри печери
- Глибина: 15 м
- Площа 1210 м²
- Обсяг: 3490 м³
- Температура: 14-16 °C
- Відносна вологість: 95-99 %
- Атмосферний тиск: 750—778 рт. ст.

Показання для спелеотерапії: захворювання органів дихання (бронхіальна астма, респіраторні алергози, бронхіти, бронхоектази.
Топонім міста походить від слов'янського слова «Topulcha», що означає «гаряча вода». Термальні води 18 джерел живлять тепле озеро, а маломінералізовані (М 1,2 г/л) гідрокарбонатно-сульфатні кальцієво-магнієві води використовуються в термальних басейнах.

## Пам'ятки, околиці

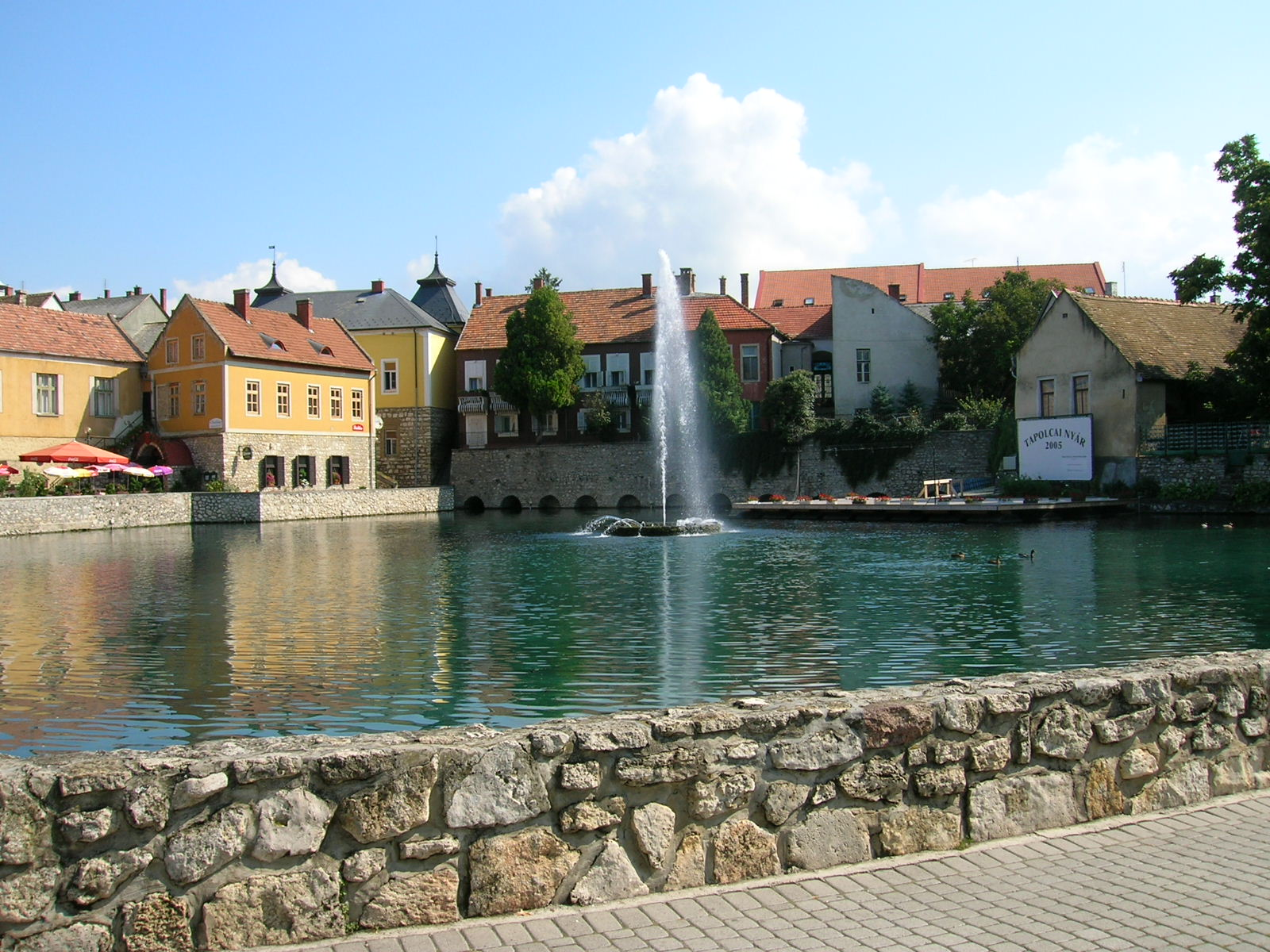
Озеро Малом

- Підземне озеро, по якому можна покататися на човнах.
- В центрі міста на березі мальовничого теплого озера Малом, води якого поповнюють 18 джерел, розташована будівля млина, побудована в XIII столітті.
- Міський та Шкільний музеї.
- Гори Баконь, вкриті буковими, дубовими та сосновими лісами з незапам'ятних часів вважаються найкращими мисливськими угіддями.
- Виноробний регіон Бадачонь
- Національний парк Прибалатонської височини — 5 км
- Озеро Балатон — 10 км

## Міста-побратими
- Беловар
- Есте
- Лемпяаля
- Братислава-Ружинов
- Штадтхаген
- Солотвино
- Шюмег